# Radlje ob Dravi község
Radlje ob Dravi község (szlovén nyelven Občina Radlje ob Dravi) Szlovénia 212 alapfokú közigazgatási egységének, azaz községének egyike a Koroška statisztikai régióban, az osztrák határ mentén. Adminisztratív központja Radlje ob Dravi város. Területe a történelmi szlovén Sájerország (Štajersko) régióhoz tartozott.

## A községhez tartozó települések
A községhez Radlje ob Dravi székhelyen kívül a következő települések tartoznak:
- Brezni Vrh
- Dobrava
- Radelca
- Remšnik
- Šent Janž pri Radljah
- Spodnja Orlica
- Spodnja Vižinga
- Sveti Anton na Pohorju
- Sveti Trije Kralji
- Vas
- Vuhred
- Zgornja Vižinga
- Zgornji Kozji Vrh

## Népesség
| Lakosok száma | 6192 | 6255 | 6295 | 6300 | 6310 | 6245 | 6218 | 6205 | 6183 | 6178 |
|               | 2008 | 2009 | 2011 | 2012 | 2013 | 2015 | 2016 | 2017 | 2019 | 2020 |